# Dukuhwringin
Dukuhwringin is een bestuurslaag in het regentschap Brebes van de provincie Midden-Java, Indonesië. Dukuhwringin telt 5020 inwoners (volkstelling 2010).